# Simulium lushanense
Simulium lushanense är en tvåvingeart som beskrevs av Chen, Kang och Zhang 2007. Simulium lushanense ingår i släktet Simulium och familjen knott. Inga underarter finns listade i Catalogue of Life.